# قرار مجلس الأمن التابع للأمم المتحدة رقم 1608
قرار مجلس الأمن التابع للأمم المتحدة 1608، المتخذ بالإجماع في 22 يونيو 2005، بعد التذكير بالقرارين 1542 (2004) و 1576 (2004) بشأن الحالة في هايتي، مدد المجلس ولاية بعثة الأمم المتحدة لتحقيق الاستقرار في هايتي حتى 15 فبراير 2006 وزادت قوتها.

## القرار

### أعمال
وبموجب الفصل السابع من ميثاق الأمم المتحدة، مدد المجلس ولاية البعثة وزيادة قوامها. وأيد توصيات الأمين العام كوفي عنان بإنشاء قوة رد سريع قوامها 750 فردا، و 50 فردا للمقر الرئيسي في العاصمة بورت أو برنس، و 275 فردا لعنصر الشرطة بالإضافة إلى القوات المأذون بها بالفعل و مراجعة نظام العدالة. ولفترة مؤقتة، ستتألف بعثة الأمم المتحدة لتحقيق الاستقرار في هايتي من 500 7 عسكري و 897 1 من أفراد الشرطة.
ودعا القرار إلى مزيد من الإصلاحات، وتناول المساعدة الدولية، والتعاون بين بعثة الأمم المتحدة لتحقيق الاستقرار في هايتي والحكومة الانتقالية في هايتي. كما طلب المجلس من الأمين العام تقديم تقارير مستمرة عن الحالة في هايتي.

## روابط خارجية
- نص القرار في undocs.org